# Ескараев, Сулеймен
Сулеймен Ескараев (1897, Кармакшинский район, Кызылординская область — 25 апреля 1938, Алма-Ата) — советский государственный деятель.

## Биография
В 1910—1918 гг. — работал на железной дороге и кирпичном заводе в Беловске (ныне Кызылорда). Участник Гражданской войны.
В 1919—1920 годах учился в Ташкенте в советско-партийной школе. В 1920—1925 гг. — инструктор комитета, заведующий отделом РК(б)П Сырдарьинской области, заместитель начальника чрезвычайной комиссии Ташкентской области. Председатель исполнительного комитета Кзыл-Ординского городского совета.
Заместитель председателя комиссии контроля ЦК РКП(б) Туркестана. Председатель исполнительного комитета Сырдарьинского областного совета. В 1925—1928 гг. — занимал должность народного комиссара внутренних дел Казахской АССР.
В 1928 году стал начальником краевой школы милиции в Оренбурге. В 1930 — 33 годах — учился в Академии Всесоюзного планирования в Москве. В 1933 — 36 годах — председатель исполнительного комитета совета трудящихся депутатов Карагандинской области. В 1936 — 37 годах — нарком юстиции Казахской ССР.
В августе 1937 года по ложному обвинению в контрреволюционной деятельности был арестован, в 1938 году расстрелян в городе Алма-Ата.
Реабилитирован 5 ноября 1957 года.